# Rodrigo Ely
Rodrigo Ely (3 de novembre de 1993) és un futbolista professional brasiler que actualment juga com a defensa central al Grêmio brasiler.

## Carrera internacional
Ely va jugar per la sub19 i la sub20 italianes, però va ser convocat per Alexandre Gallo per a ser part del Brasil sub23, que es preparava per a competir als jocs de Rio de 2016.

## Títols

### Club
Milan
- Supercoppa Italiana: 2016

Alavés
- Copa del Rei: 2016-17 Finalista